# Карасувский сельсовет
Карасувский сельсовет  — административно-территориальная единица и муниципальное образование со статусом сельского поселения в Ногайском районе Дагестана Российской Федерации.
Административный центр — село Карасу.

## Население
| 2002 | 2010 | 2012 | 2013 | 2014 | 2015 | 2016 |
| ---- | ---- | ---- | ---- | ---- | ---- | ---- |
| 770  | ↗810 | ↘765 | ↘729 | ↘702 | ↘681 | ↘678 |
| 2017 | 2018 | 2019 | 2020 | 2021 | 2023 | 2024 |
| ↘666 | ↘645 | ↘625 | ↘605 | ↗622 | ↘603 | ↘566 |
| 2025 |      |      |      |      |      |      |
| ↘558 |      |      |      |      |      |      |

## Состав
| № | Населённый пункт | Тип населённого пункта       | Население |
| - | ---------------- | ---------------------------- | --------- |
| 1 | Карасу           | село, административный центр | ↘605      |
| 2 | Сулутюбе         | село                         | ↘17       |